# سولومون دبلیو. داونز
سولومون دبلیو. داونز (به انگلیسی: Solomon Weathersbee Downs) سناتور سابق عضو حزب دموکرات ایالات متحده آمریکا بود. وی در سال ۱۸۴۷ تا ۱۸۵۳ میلادی سناتور ایالت لوئیزیانا در سنای ایالات متحده آمریکا بود.